# Ideopsis hewitsonii
Ideopsis hewitsonii is een vlinder uit de familie Nymphalidae, onderfamilie Danainae.
De wetenschappelijke naam van de soort is voor het eerst geldig gepubliceerd in 1877 door Theodor Franz Wilhelm Kirsch.
De soort komt alleen voor in Indonesië.